# کشتی بازرگانی ساحلی
کشتی بازرگانی ساحلی، نوعی کشتی تجاری با بدنه کم عمق است که برای حمل محموله‌های تجاری در مسافت‌های کوتاه و در امتداد خط ساحلی استفاده می‌شود. کارکرد اصلی این نوع شناور حمل محموله نزدیک به ساحل‌ها و در مسیرهای کوتاه است.

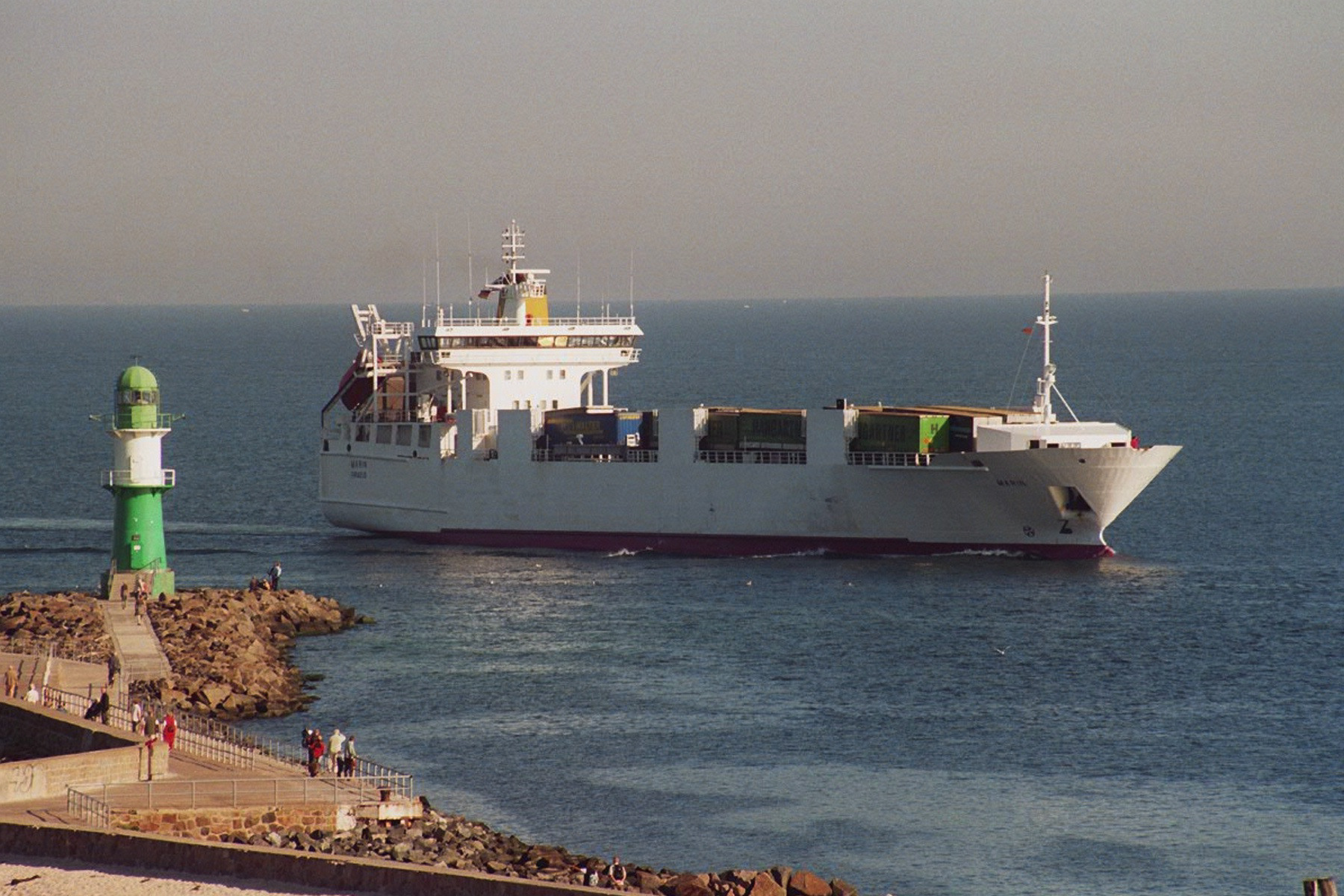
یک کشتی تجاری ساحلی

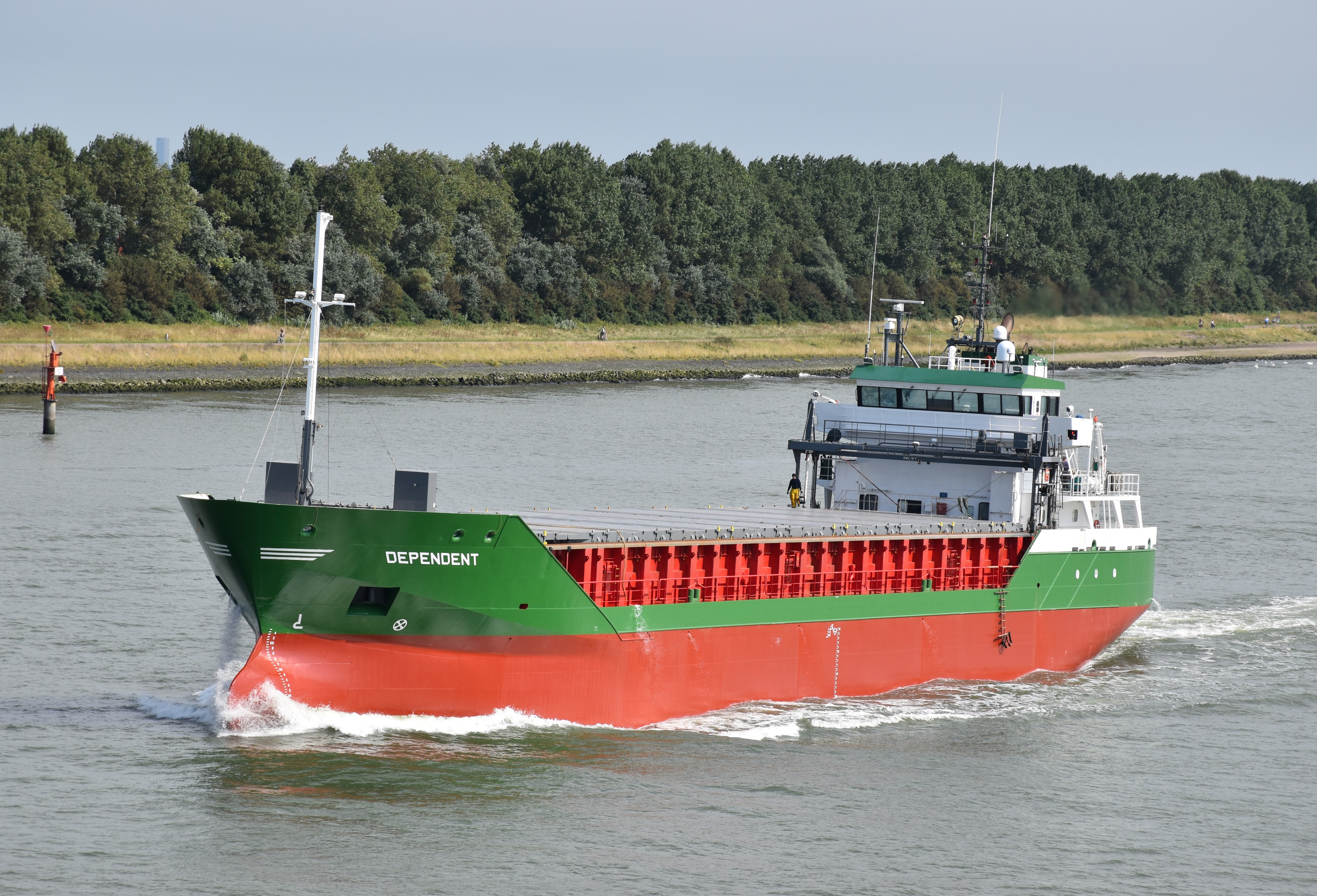
یک کشتی تجاری مدرن در آب‌های ساحلی، نزدیک روتردام، هلند

## حمل و نقل ساحلی
حمل و نقل ساحلی کوتاه شامل جابجایی محموله‌ها و کانتینرها در اطراف ساحل (مثلاً از لیسبون به روتردام یا از نیواورلئان به فیلادلفیا) است. محموله‌های معمولی از قبیل غلات، کودها، فولاد، زغال سنگ، نمک، سنگ، ضایعات، مواد معدنی و محصولات نفتی (مانند نفت دیزل، نفت سفید و سوخت هواپیما) و کانتینرها هستند.

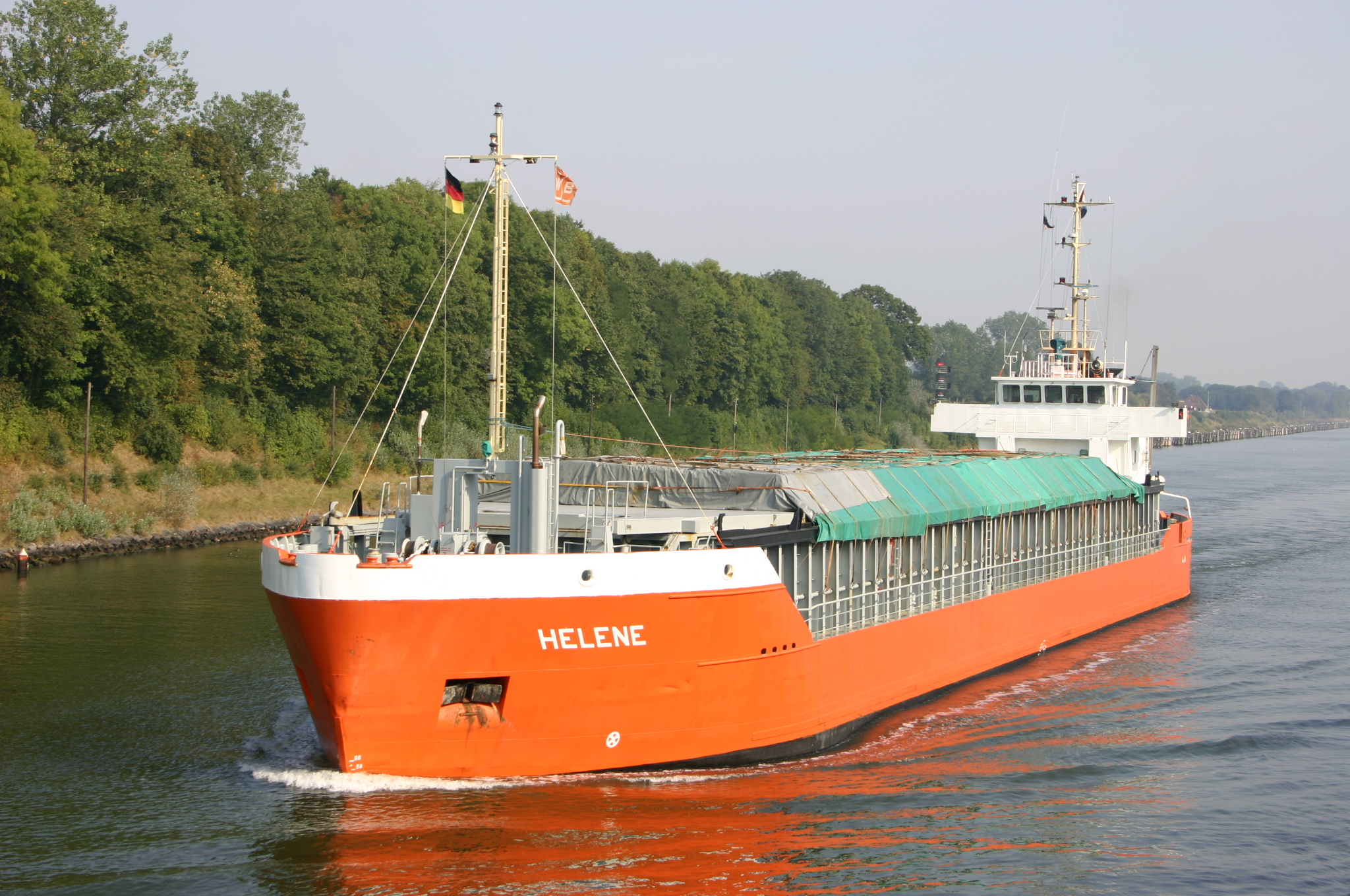
کشتی ساحلی هلن در کانال کیل

## قابلیت‌ها
این کشتی‌ها به‌دلیل داشتن بدنه کم‌عمق می‌توانند از آب‌های ساحلی و کم‌عمق عبور کنند. برخلاف کشتی‌های بازرگانی بزرگ‌تر که معمولاً برای دریا‌های عمیق طراحی شده‌اند، کشتی‌های تجاری ساحلی می‌توانند محموله را در بنادر کم‌عمق بارگیری و تخلیه کنند؛ با این وجود، کشتی‌های تجاری ساحلی برای مقابله با امواج بزرگ موجود در دریاها و اقیانوس‌ها دچار مشکل می‌شوند.